# Krasnosiele (rejon rówieński)
Krasnosiele (ukr. Красносілля) – wieś na Ukrainie, w obwodzie rówieńskim, w rejonie rówieńskim, w hromadzie Hoszcza. W 2001 liczyła 495 mieszkańców, spośród których 488 wskazało jako ojczysty język ukraiński, 5 białoruski, 1 ormiański, a 1 inny.
W okresie międzywojennym wieś znajdowała się w granicach II RP, wchodząc w skład gminy Hoszcza w powiecie rówieńskim, w województwie wołyńskim.